# Ewart College
Ewart College était un collège de filles situé à Toronto (Canada) et affilié à l'Église presbytérienne du Canada. Il a fusionné en septembre 1991 avec Knox College.

## Histoire
Fondé le 11 octobre 1897, il était alors appelé Ewart Missionary Training Home (Centre Ewart de formation de missionnaires), puis Presbyterian Missionary and Deaconess Training School (école presbytérienne de formation des missionnaires et des diaconesses). Quand un nouveau bâtiment est construit en 1960, l'institution est finalement renommée Ewart College, en hommage à Catherine Seaton Ewart, l'ancienne présidente de la Women's Foreign Missionary Society. Ce bâtiment, situé au 156 St. George Street, accueille aujourd'hui Ernescliff College.
Son but d'origine était de former des femmes missionnaires. Il devient par la suite un centre de formation pour les diacres et les laïcs. Lorsque l'Église presbytérienne du Canada décide de permettre l'ordination des femmes en 1966, le collège décide de devenir mixte. Beaucoup de ses diplômés ont poursuivi leurs études afin d'être ordonnés par l'Église presbytérienne.
Ewart Chapel, qui fait partie de la chapelle de Knox College, tire son nom du Ewart College, ainsi que le Ewart Centre for Lay Education de Knox, qui fournit des cours aux adultes. Il propose à ses étudiants d'obtenir un certificat en Christian Faith and Life.

### Sources
- (en) Cet article est partiellement ou en totalité issu de l’article de Wikipédia en anglais intitulé « Ewart College » (voir la liste des auteurs).
- Pam McCarroll-Butler, Reclaiming the story of Ewart College 100 years after its founding, Presbyterian Record, 1er octobre 1997.
- Joseph C. McLelland, Post-script: women...and mission?, Presbyterian Record, 1er septembre 1999.